# Piomingo
Piomingo (1750-c.1837) va ser un cabdill chickasaw. El 1786 va fixar els límits territorials en el Tractat de Hopewell. Va ajudar els nord-americans amb un altre cap, Tishomingo, durant la revolució i derrotar Little Turtle a Fallen Timbers el 1793. El 1795 els va demanar ajut contra els creek. Així va celebrar amb George Washington la Conferència de Nashville (1792) pel qual se li reconeixia els límits de terres.